# エルプフィルハーモニー・ハンブルク
1. ホール内観（ステージ側）
2. ホール内観（客席側）

エルプフィルハーモニー・ハンブルク (独: Elbphilharmonie Hamburg、愛称: Elphi) は、2017年1月にオープンしたドイツ・ハンブルクのハーフェンシティ地区にあるコンサートホール。「エルプ」はハーフェンシティが面するエルベ川を意味する。
当該ホールの竣工により、NDRエルプフィルハーモニー管弦楽団（NDR Elbphilharmonie Orchestra、旧称：北ドイツ放送交響楽団）の新たな本拠地となった。

## 概要等
古い倉庫「埠頭倉庫A（Kaispeicher A）」の上部にコンサートホールを新設する計画で、建築設計を担当するのはスイス・バーゼルのヘルツォーク&ド・ムーロン、建設業者はホッホティーフ。また、日本からも永田音響設計が音響設計に携わっている。完成すると高さが110mになり、人が居住する建物としてはハンブルクで最も高い建築物となる予定である。上層階にはホテル・ウェスティン・ハンブルクが入居している。
巨額なコストの増加と建設の大幅な遅れから、スキャンダラスな事業であるとみられている。当事業の当初の推定予算は7700万ユーロで、ハンブルク市が負担するはずであったが、2007年には、市は建設コストを支えるために、1.14億ユーロとすることで決着した。その後も幾度かの交渉を経て、2012年12月にはゼネコンのホッホティーフに対して市側が（計画コストを含めて）最終的な建設コストの総計を手取りで5.75億ユーロとすることで合意した。2013年4月23日、ハンブルク市長のオラフ・ショルツは、当事業にかかる費用の合計が7.89億ユーロになることを納税者（市民）に公表した。建物の完成は、当初は2010年に計画されていたが、度々延期された。上棟式は、3年間の建設期間の後に、2010年5月に挙行された。建設作業は2016年10月に完了し、古い建物と新しい建物の間にある公共広場は2016年11月から一般公開された。
2017年1月11日、こけら落としコンサートと共に、当コンサートホールは正式に開業した。

## エピソード等
2018年3月2日、早稲田大学交響楽団がこのホールで日本人として初めて演奏をした。
2019年1月、このホールでグスタフ・マーラーの『大地の歌』が演奏された際、ステージ後方の観客が「聞こえない」と野次を飛ばし退席する騒動があった。同公演に出演したテノール歌手のヨナス・カウフマンはホールの音響を批判し、「次は（シューボックス型の）ライスハレでやる」と表明した。これに対し、ホールの音響設計を担当した永田音響設計の豊田泰久は、同ホールはデジタル録音と競えるクリアで透明な音響があると反論した。

## 建設工事の進捗（ギャラリー）

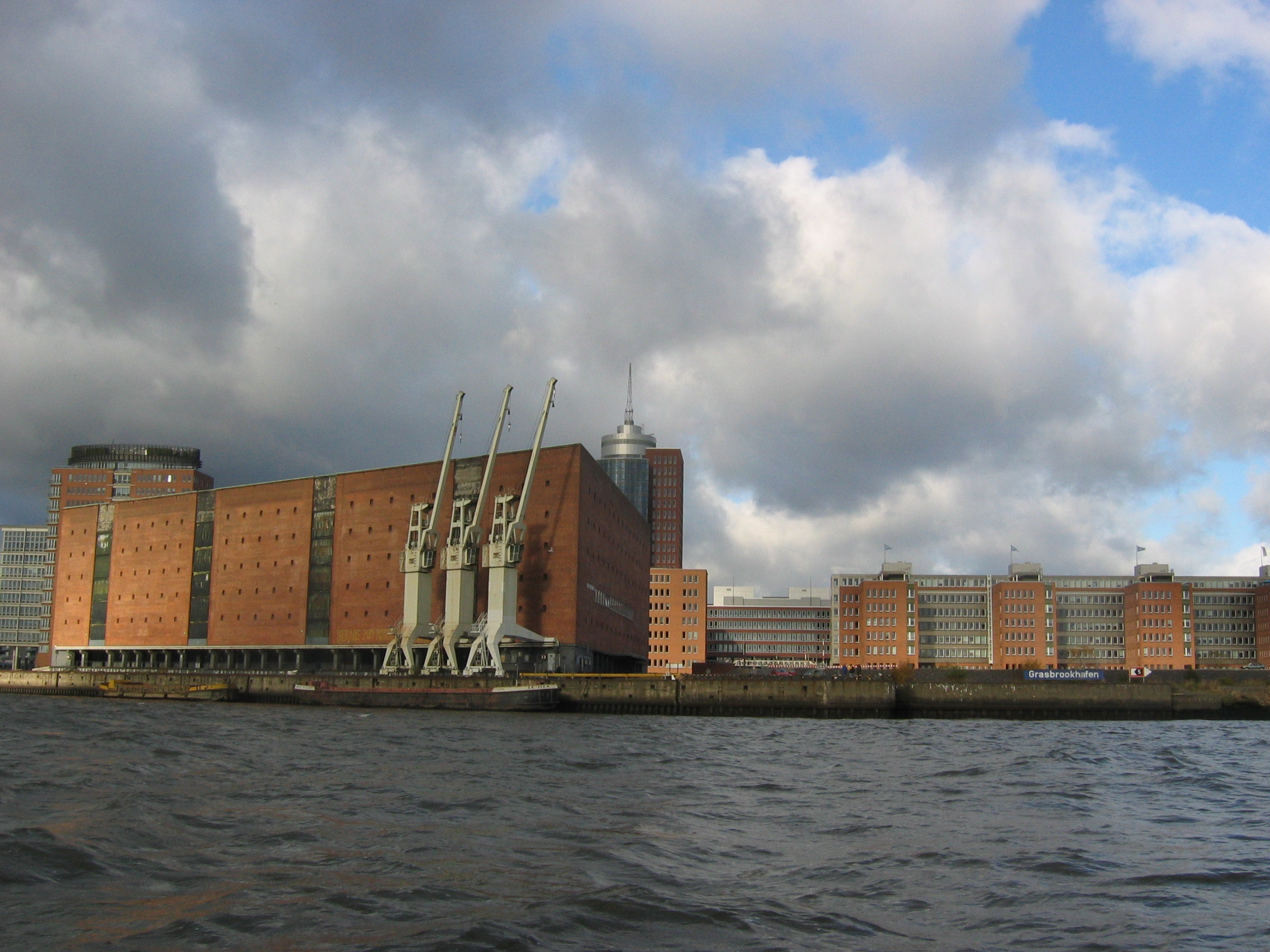
ホール建設前の埠頭倉庫A（2004年）
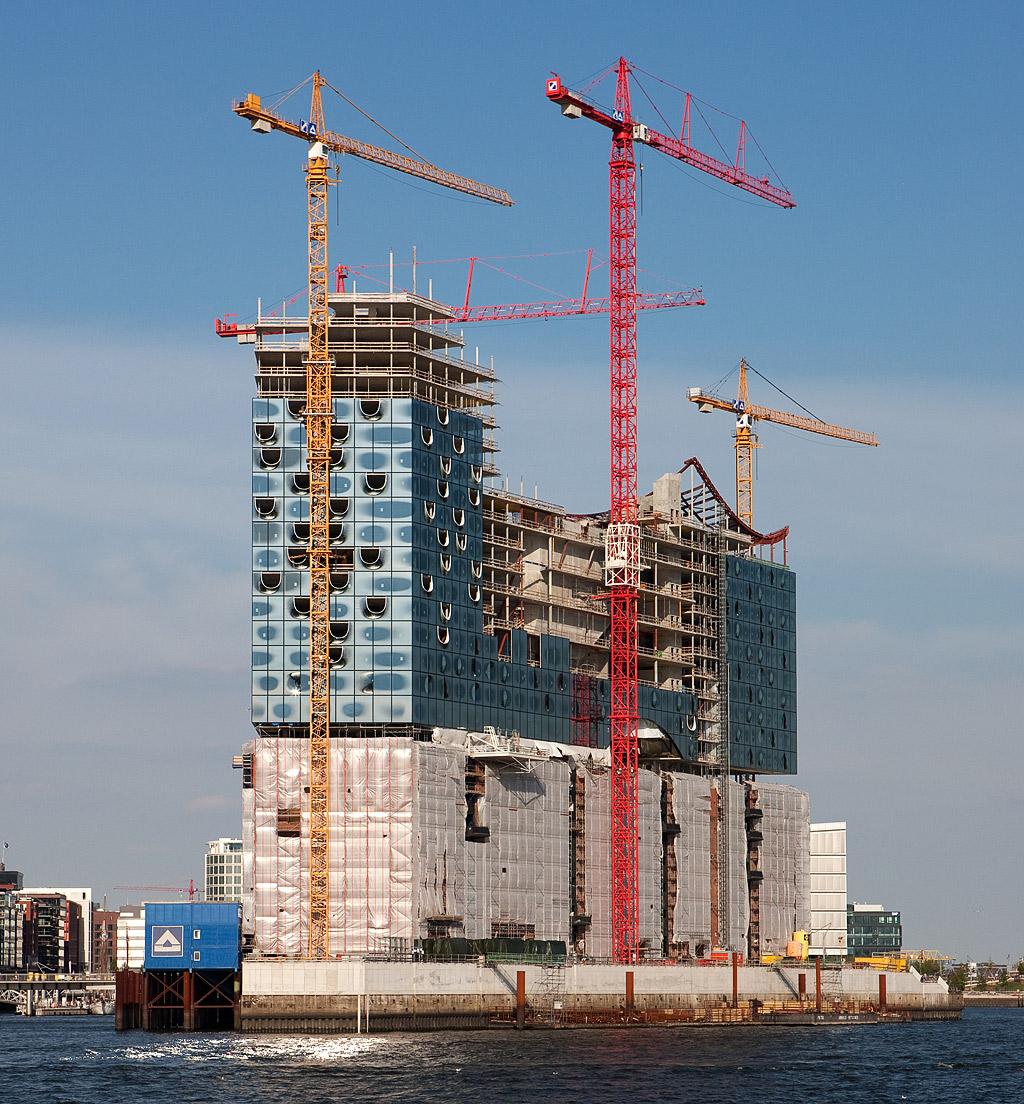
2010年8月
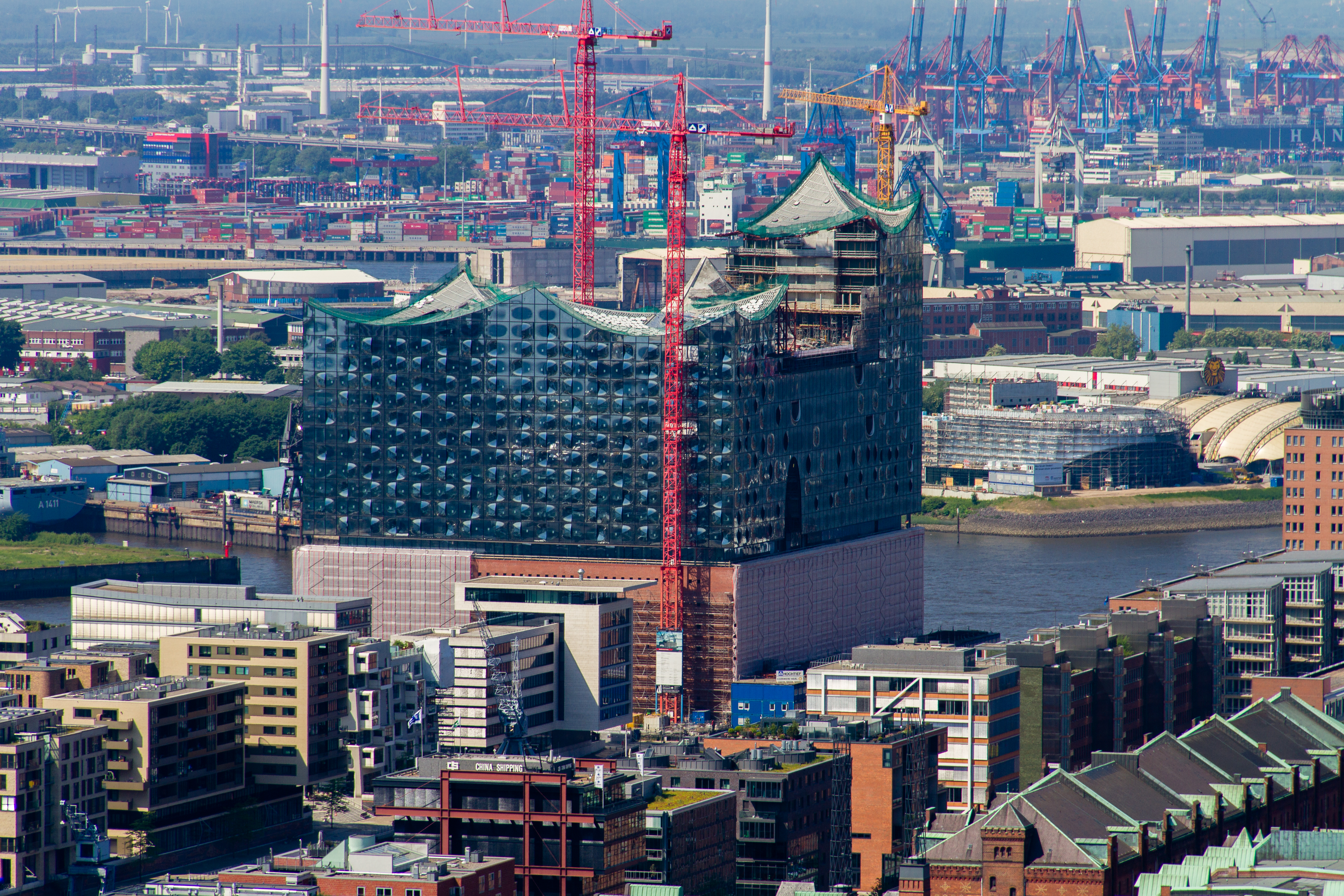
2013年6月
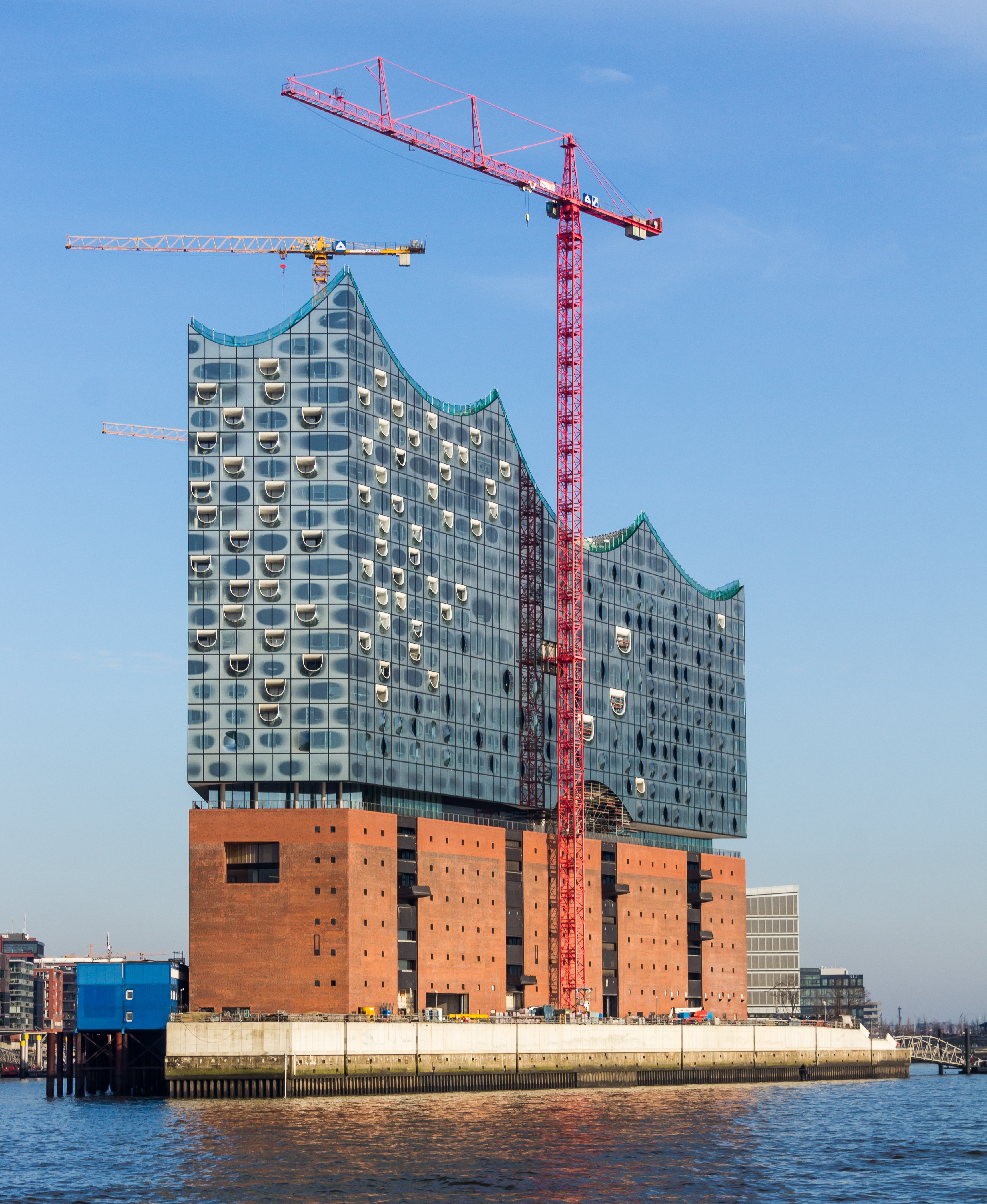
2015年2月
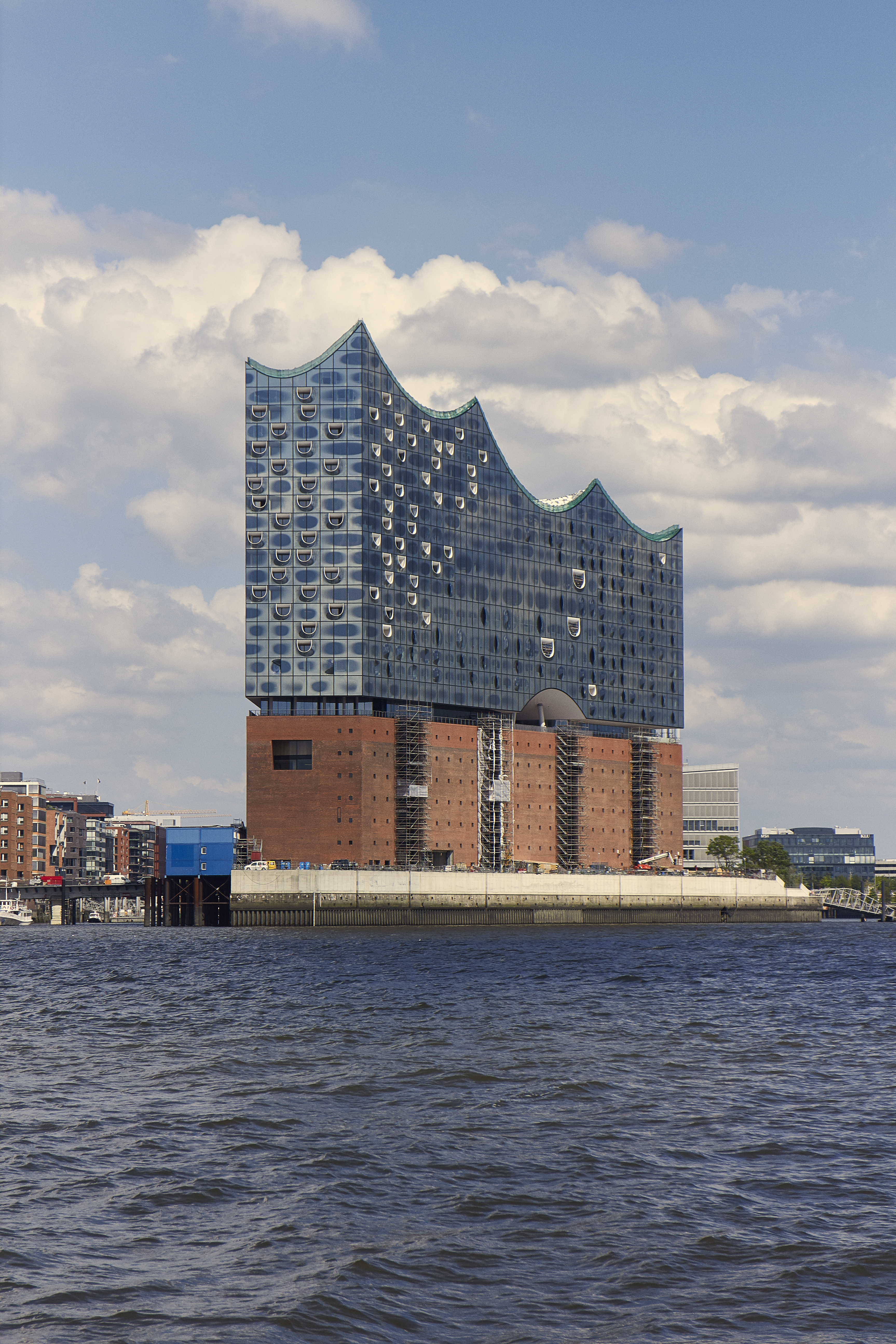
2015年7月
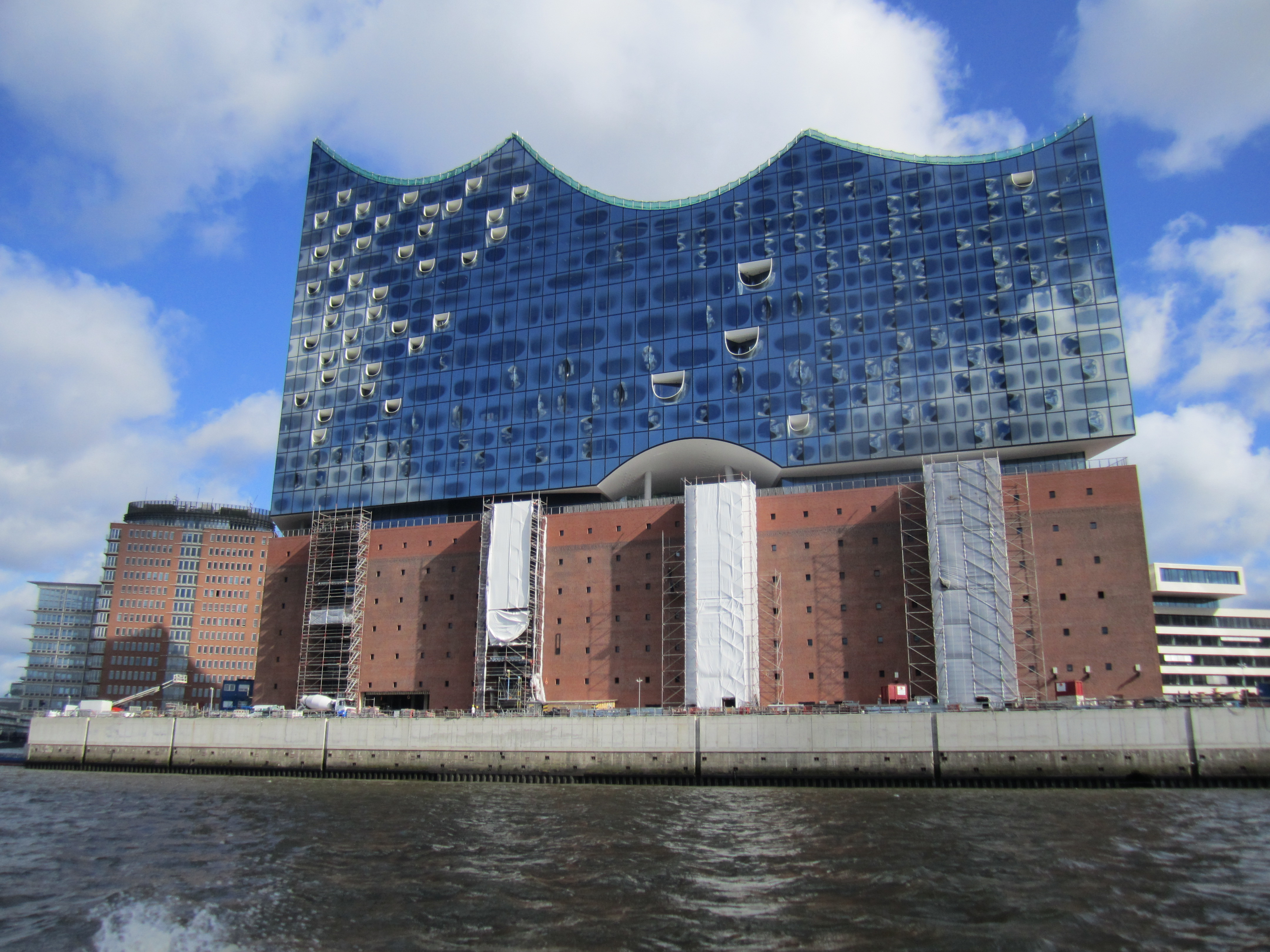
2015年9月